# Station Warszawa Choszczówka
Station Warszawa Choszczówka is een spoorwegstation in het stadsdeel Białołęka in de Poolse hoofdstad Warschau.